# Nemanja Jaramaz
Nemanja Jaramaz (cyr. Немања Јарамаз; ur. 10 lipca 1991 w Nikšiciu) – serbski koszykarz, występujący na pozycji rzucającego obrońcy, obecnie zawodnik FMP Beograd.
3 listopada 2016 został zawodnikiem Anwilu Włocławek.
10 listopada 2018 zawarł umowę z BM Slam Stalą Ostrów Wielkopolski.
Jego młodszy brat Ognjen jest także koszykarzem.
26 sierpnia 2019 dołączył do obozu szkoleniowego rosyjskiego BC Niżnego Nowogrodu.
22 lipca 2020 podpisał kontrakt z serbskim FMP Beograd.

## Osiągnięcia
Stan na 23 lipca 2020, na podstawie, o ile nie zaznaczono inaczej.
Drużynowe
- Mistrz:
  - Ligi Adriatyckiej (2011)
  - Polski (2014)
  - Serbii (2011)
  - Kazachstanu (2013)
- Wicemistrz Polski (2015)
- Zdobywca:
  - pucharu:
    - Polski (2019)[11]
    - Serbii (2011)
    - Czarnogóry (2016)
    - Kazachstanu (2013)

  - Superpucharu Polski (2014)
- Finalista pucharu Polski (2014, 2017)[12]

Indywidualne
- MVP miesiąca PLK (kwiecień 2017)[13]
- Zaliczony do I składu PLK (2017)[14]

Reprezentacja
- Mistrz Europy:
  - U–18 (2009)
  - U–16 (2007)
- Uczestnik mistrzostw Europy U–20 (2010 – 7. miejsce, 2011 – 13. miejsce)